# Eugen Schüfftan
Eugen Schüfftan (Breslau, 21 juli 1893 – New York, 6 september 1977) was een Duits cameraman.
Eugen Schüfftan is de uitvinder van het Schüfftanproces, een filmtechniek die gebruikmaakt van spiegels om acteurs in te voeren op miniatuursets. De techniek werd dikwijls gebezigd in de filmindustrie in de eerste helft van de 20ste eeuw. In 1962 won Schüfftan de Oscar voor beste camerawerk met de film The Hustler.

## Filmografie (selectie)
- 1924: Die Nibelungen
- 1927: Metropolis
- 1930: Napoléon
- 1930: Menschen am Sonntag
- 1930: Abschied
- 1931: Gassenhauer
- 1932: Die Herrin von Atlantis
- 1933: Du haut en bas
- 1935: The Invader
- 1936: Komedie om geld
- 1937: Bizarre, bizarre
- 1937: Yoshiwara
- 1938: Le Quai des brumes
- 1944: It Happened Tomorrow
- 1955: Ulisse
- 1958: La Tête contre les murs
- 1956: Les Yeux sans visage
- 1961: The Hustler
- 1961: Something Wild